# Meta montana
Meta montana is een spinnensoort in de taxonomische indeling van de strekspinnen.
Het dier behoort tot het geslacht Meta. De wetenschappelijke naam van de soort werd voor het eerst geldig gepubliceerd in 1919 door Hogg.